# The Essential Clash
The Essential Clash  je dvostruki kompilacijski album grupe The Clash objavljen 2003. godine. Kolekcija je dio Sonyjeve Essential serije. Ova kompilacija je posvećena Joe Strummeru, koji je umro od srčanog udara tijekom produkcije albuma.

## Popis pjesama
Sve skladbe napisali su Mick Jones i Joe Strummer, osim gdje je drugačije naznačeno.

### Disk 1
1. "White Riot"  – 1:59
2. "London's Burning"  – 2:10*
3. "Complete Control"  – 3:13
4. "Clash City Rockers"   – 3:56
5. "I'm So Bored with the USA"  – 2:25
6. "Career Opportunities"  – 1:52
7. "Hate & War"  – 2:05
8. "Cheat"  – 2:06
9. "Police & Thieves" (Murvin-Perry)  – 6:00
10. "Janie Jones"  – 2:05
11. "Garageland"  – 3:13
12. "Capital Radio One"  – 2:09
13. "(White Man) In Hammersmith Palais"  – 4:01
14. "English Civil War" (tradicionalna, Jones-Strummer)  – 2:36
15. "Tommy Gun"  – 3:17
16. "Safe European Home"  – 3:51
17. "Julie's Been Working for the Drug Squad"  – 3:04
18. "Stay Free"  – 3:40
19. "Groovy Times"  – 3:30
20. "I Fought the Law" (Sonny Curtis)  – 2:39

- Na britanskom izdanju dodana je pjesma "1977" - 1.41

### Disk 2
Sve skladbe napisali su The Clash, osim gdje je drugačije naznačeno.
1. "London Calling" (Jones-Strummer)  – 3:20
2. "The Guns of Brixton" (Paul Simonon)  – 3:10
3. "Clampdown" (Jones-Strummer)  – 3:50
4. "Rudie Can't Fail" (Jones-Strummer)  – 3:29
5. "Lost in the Supermarket" (Jones-Strummer)  – 3:47
6. "Jimmy Jazz" (Jones-Strummer)  – 3:55
7. "Train in Vain (Stand by Me)" (Jones-Strummer)  – 3:11
8. "Bankrobber" (Jones-Strummer)  – 4:35
9. "The Magnificent Seven"  – 5:33
10. "Ivan Meets G.I. Joe"  – 3:07
11. "Police On My Back" (Grant) - 3:17 *
12. "Stop the World"  – 2:33
13. "Somebody Got Murdered"  – 3:34
14. "The Street Parade"  – 3:29
15. "This Is Radio Clash"  – 4:11
16. "Ghetto Defendant"  – 4:44
17. "Rock the Casbah" – 3:42
18. "Straight to Hell"  – 5:30
19. "Should I Stay or Should I Go"  – 3:08
20. "This Is England" (Bernie Rhodes-Strummer)  – 3:50

- Na britanskom izdanju ova pjesma je zamijenjena s pjesmom "Broadway" - 4:56

## Top ljestvica

### Albuma
| Godina | Ljestvica     | Pozicija |
| ------ | ------------- | -------- |
| 2003.  | Billboard 200 | #99      |

## Vanjske poveznice
- allmusic.com  Arhivirana inačica izvorne stranice od 21. ožujka 2021. (Wayback Machine) - The Essential Clash